# Summit Entertainment
Summit Entertainment је америчка продукцијска и дистрибутерска кућа чији је власник Lionsgate. Њено седиште налази се у Санта Моници.

## Филмови
- Господин и госпођа Смит (филм из 2005) (2005)
- Сумрак (2008)
- Сумрак сага: Млад месец (2009)
- Писац из сенке (2010)
- Сумрак сага: Помрачење (2010)
- Сумрак сага: Праскозорје — 1. део (2011)
- Сумрак сага: Праскозорје — 2. део (2012)
- Годзила (2014)
- (2016)
- Конг: Острво лобања (2017)
- Робин Худ: Почетак (2018)
- Ледена потера (2019)
- Годзила II: Краљ чудовишта (2019)